# Joan – juveltjuven
Joan – juveltjuven (engelska: Joan) är en brittisk kriminal- och dramaserie vars första säsong hade premiär den 29 september 2024. Serien hade svensk premiär på SVT Play och SVT den 9 november 2024. Serien, som är skapad av Anna Symon och regisserad av Richard Laxton, består av sex avsnitt. Den är Inspirerad av den sanna berättelsen om Joan Hannington, Storbritanniens mest kända kvinnliga juveltjuv.

## Handling
Serien kretsar kring Joan som är mamma till sexåriga Kelly, och fast i ett äktenskap med den våldsamme Gary. Joan tar chansen att skapa ett nytt liv för sig och Kelly genom att anta en ny identitet, och utvecklas till en skicklig juveltjuv.

## Rollista (i urval)
- Sophie Turner - Joan O'Connell/Hannington
- Frank Dillane - Boise Hannington
- Mia Millichamp-Long - Kelly
- Kirsty J. Curtis - Nancy
- Gershwyn Eustache Jr. - Albie
- Jack Greenlees - Tom Fordwick